# Melampyrum scardicum
Melampyrum scardicum är en snyltrotsväxtart som beskrevs av Richard von Wettstein. Melampyrum scardicum ingår i släktet kovaller, och familjen snyltrotsväxter. Inga underarter finns listade i Catalogue of Life.